# Joel Isasi
Pour les articles homonymes, voir Isasi et Gonzalez.
Joel Isasi González, né le 31 juillet 1967 à Matanzas, est un ancien athlète cubain qui a remporté le bronze en relais 4 × 100 m aux Jeux olympiques d'été de 1992 à Barcelone. Il a réalisé ses meilleures performances en 10 s 22 sur 100 m et en 21 s 64 sur 200 m en 1995.

## Palmarès

### Jeux olympiques d'été
- Jeux olympiques d'été de 1992 à Barcelone ( Espagne)
  -  Médaille de bronze en relais 4 × 100 m
- Jeux olympiques d'été de 1996 à Atlanta ( États-Unis)
  - 6e en relais 4 × 100 m

### Championnats du monde d'athlétisme
- Championnats du monde d'athlétisme de 1995 à Göteborg ( Suède)
  - éliminé en demi-finale sur 100 m

### Championnats du monde d'athlétisme en salle
- Championnats du monde d'athlétisme en salle de 1991 à Séville ( Espagne)
  - 6e sur 60 m
- Championnats du monde d'athlétisme en salle de 1993 à Toronto ( Canada)
  - 5e sur 60 m

### Jeux panaméricains
- Jeux Panaméricains de 1991 à La Havane ( Cuba)
  - 4e sur 100 m
- Jeux Panaméricains de 1995 à Mar del Plata ( Argentine)
  -  Médaille d'argent sur 100 m
  -  Médaille d'or en relais 4 × 100 m

### Coupe du monde des nations d'athlétisme
- Coupe du monde des nations d'athlétisme de 1989 à Barcelone ( Espagne)
  - 6e au classement général avec les Amériques
  - 9e sur 100 m
  - 4e en relais 4 × 100 m
- Coupe du monde des nations d'athlétisme de 1992 à La Havane ( Cuba)
  - 4e au classement général avec les Amériques
  - 2e en relais 4 × 100 m

## Sources
- (en) Cet article est partiellement ou en totalité issu de l’article de Wikipédia en anglais intitulé « Joel Isasi » (voir la liste des auteurs).